# La Culture des problèmes publics

La Culture des problèmes publics - L'alcool au volant : la production d'un ordre symbolique est la traduction française publiée en 2009 de l'ouvrage original du sociologue et politologue américain Joseph R. Gusfield, The Culture of Public Problems : Drinking-Driving and the Symbolic Order, paru en 1981 aux États-Unis. Cette traduction est accompagnée d'une postface par Daniel Cefaï. 

## L'ouvrage

### Genèse
L'ouvrage s'inscrit dans la sillage de l'analyse des problèmes publics par la deuxième école de Chicago. Les politistes s'intéressant aux problèmes publics au sein de ce courant de pensée soulignent l'importance de la construction sociale de ces problèmes : il est nécessaire de ne pas les considérer comme naturels. Daniel Cefaï souligne par ailleurs dans la postface de sa traduction que Joseph Gusfield a écrit cet ouvrage alors qu'il s'inscrivait théoriquement plutôt dans une période structuraliste.
Les problèmes publics sont d'abord des phénomènes sociaux, dont des acteurs vont se saisir pour les définir comme nécessitant une intervention. Joseph Gusfield analyse dans cet ouvrage la façon dont le phénomène social de « l'alcool au volant » est devenu un « problème public » aux États-Unis. Il s'attelle d'abord à étudier les mouvements de tempérance américains, prônant la prohibition de l'alcool, notamment lors de sa thèse supervisée par Herbert Blumer. Il continue par la suite en observant les pratiques judiciaires des tribunaux dans les cas d'ivresse au volant à la demande de l'observatoire de la ville du comté de San Diego.

### Développement
Il cherche ensuite à comprendre et à expliquer la façon dont l'ivresse au volant est devenue une question sociale, ou plus précisément « pourquoi la conduite d'une automobile sous l'influence de l'alcool est-elle après tout un problème public ? » (p. 8). Pour ce faire, il étudie la trajectoire du problème public en suivant les étapes suivantes : l'émergence de la préoccupation, la construction du problème, la stabilisation, et finalement l'institutionnalisation. 
Si sa problématique est constituée de l'expression « après tout », c'est parce qu'il remarque un changement de paradigme dans les années 1960 : les Américains pensaient que les accidents de voiture étaient une fatalité, un prix à payer pour conduire. Puis un tournant s'opère, tendant à considérer la possibilité de mettre en place des mesures préventives et répressives pour limiter les morts sur la route liés à l'alcool. Ce tournant passe par la définition non plus de l'alcool comme nocif, mais du « mauvais conducteur », qui devient le seul et l'unique responsable de ces sinistres, amenant à l'exclusion de toute autre possibilité de lutte contre la mort au volant. Pour Joseph Gusfield, cette croyance commune s'est développée du fait des discours médiatiques, enrichis d'un « halo de scientificité ». Autrement dit, les médias plaidaient cette cause du « mauvais conducteur » en agrémentant leurs discours de chiffres, de faits et de discours scientifiques, les rendant quasiment irréfutables.

## Édition
- Joseph R. Gusfield (trad. Daniel Cefaï, postface Daniel Cefaï), La Culture des problèmes publics. L'alcool au volant : la production d'un ordre symbolique, Paris, Economica, coll. « Études sociologiques », 2009, 354 p. (ISBN 978-2-7178-5610-1, présentation en ligne).